# 換算両数

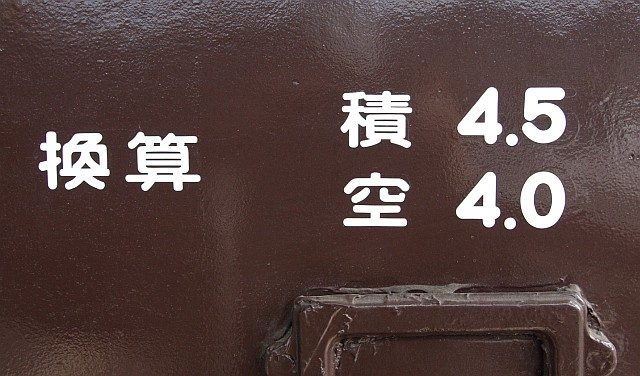
客車の換算両数標記
（マロネフ59 1号、交通科学博物館）

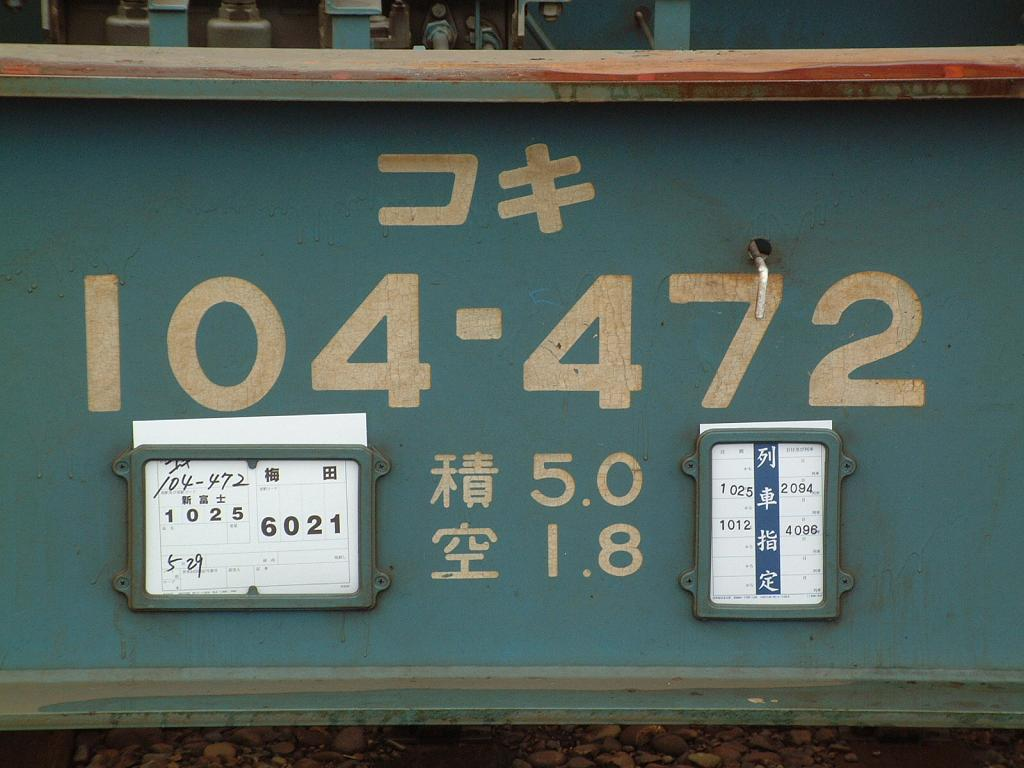
貨車の換算両数標記
客車に比べて積空差が大きい
（コキ104形コンテナ車）

換算両数（かんさんりょうすう）は、鉄道の運転業務で用いられる重量の単位のひとつ。実際に連結されている車両数（現車両数）とは別に、車両の重量を考慮した数値として用いられ、列車として組成された場合、編成内の各車両の換算両数を加算することでその列車のおおよその全体重量を算出できるようにしたものである。
日本の普通鉄道においては、重量10トンにつき「換算1両」として数える。本記事では以下、日本の換算法について記述する。

## 使用目的
機関車が列車を牽引する際は、牽引する車両の重量により加速力やブレーキ性能などの牽引能力が大きく異なってくるため、機関士は自分が運転する列車の全体重量を前もって把握しておくことが欠かせない。しかし鉄道車両は形式の違いや各車ごとの個体差によって1両あたりの重量には大きな差があり、牽引する車両数だけでは列車の全体重量を把握することはできない。車両重量を表す数値として自重があるが、自重は乗車している乗客や積載している荷貨物の重量を加味しない固定数値であるため、実際に牽引する列車の全体重量を計る数値として適していない。また、数値が細かく、計算が煩雑になる欠点もある。そこで、重量の数値を簡略化し、しかも乗客や荷貨物の重量を考慮したうえで列車の全体重量を計るための数値として案出されたのがこの換算両数である。

## 計算法
重量10 トンを1両として計算し、小数第一位まで表示する（客車は0.5刻み、貨車は換算3両未満では0.2刻みで以上は0.5刻み）。乗客や荷貨物を乗せていないときに用いる空車換算両数と、乗客や荷貨物を乗せているときに用いる積車換算両数があり、どちらも各車両に固有の数値として車両1両ごとに記載されている。
積車換算両数は乗客（20人を1トンとする）が定員まで乗車した、あるいは荷物や貨物をその車両に積載可能な最大トン数まで積んだものと見なし（客車の場合、発電機と蓄電池の分を別途1トンとして加え）て1両ごとに表示する。実際には乗客数や積載トン数は変動するはずであるが、簡略化のためその変動は考慮しない。

## 換算法の変遷

### 明治期
- 官設鉄道創業当時は、大部分の客車（当時は二軸車が中心）が積車1、機関車が4と定めていた程度だった。当時の換算法では、二軸客車が平均8.53トン、二軸貨車は平均11.77トンが換算1ということだが、両数の多い車種を便宜上1.0としていたらしい[3]。
- 1901年（明治34年）11月客貨車換算法を実施。ボギー客車は積 = 2.5 / 空 = 2.0、10トン積貨車は積 = 1.5 / 空 = 0.8などと大まかな車種ごとに定めた[4]。
- 1908年（明治41年）5月16日鉄運乙1125号で、新たな車両換算法を達示した。前のものよりは詳細に決められたが、まだ従来の二軸客車と7トン積有蓋車を積車1の基準とする方式を引きずるなどのため、まだ客車と貨車で換算1両に対し重量の違うものがあるなどした[5]。

### 1913年改正
1913年（大正2年）4月22日達301号で客貨車換算両数表を全面改正した。従来の規定で問題だった客貨車の基準の統一のほか、車両の大型化、電灯や真空ブレーキなどの装置重量の増大などにより改正が必要だったためで、客車も貨車も10トンにつき換算1とすることとした。

### 1919年改正
1919年（大正8年）1月30日達46号で客貨車換算法が改正された。このときは同じ車種でも形式によって重量が違うものがある場合、形式ごとに換算両数を定め、また客車の定員20人につき１トン、蓄電池1組を1.5トンと見なすなど、さらに精密なものになった。

### 1924年改正
1924年（大正13年）9月17日達655号で客貨車換算法が改正されると同時にボギー客車について次の表の通りに改められて、11月1日から施行された。なお総重量は標記自重＋標記定員＋標記荷重＋蓄電池の合計。ただし定員20人で1トン、蓄電池1組を1トンとする。
| 総重量 （トン）             | 積車 | 空車 |
| --------------------------- | ---- | ---- |
| 22.5 未満 のもの            | 2.0  | 1.8  |
| 22.5 以上、27.5 未満 のもの | 2.5  | 2.0  |
| 27.5 以上、32.5 未満 のもの | 3.0  | 2.5  |
| 32.5 以上、37.5 未満 のもの | 3.5  | 3.0  |
| 37.5 以上、42.5 未満 のもの | 4.0  | 3.5  |
| 42.5 以上 のもの            | 4.5  | 3.5  |
| 小型ボギー車                | 1.2  | 1.0  |

### 1942年改正
輸送量の増大に伴い、1942年（昭和17年）7月30日達423号により車両換算法が全面改正され、客貨車と機関車の換算法が統一された。主に貨車の輸送改善に関わるもので、1919年1月の客貨車換算法による換算両数では、貨物列車が重量化した場合に運転事故がしばしば起こるようになったため、1940年に大規模調査を行い、積車換算を、重量・普通・軽量換算の三種に区分するなどして列車の実重量との適合を図るものとした。

### 1949年改正
1949年（昭和24年）6月11日達38号により車両換算法の改正があり、特別職用車など連合軍専用客車を中心に若干の車種の重量記号が改められた。

### 1953年改正
1953年（昭和28年）の車輌換算法の改正で、冷房付きの車は夏季冷房期間中は一様に重量記号の表す換算両数に0.5を加算して扱うことになるので（これ以前は車種により1を加算するものと0.5を加算するものがあった）、夏季に冷房を取り付けることになっている車両の形式はマに統一した。これによりスの場合同形式中でも冷房取り付けの有無により形式を変え、スシ37は冷房付をマシ29に、他をスシ28に変更した。